# Georgi Petrowitsch Mschwenijeradse
Georgi Petrowitsch Mschwenijeradse (russisch Георгий Петрович Мшвениерадзе; georgisch გიორგი მშვენიერაძე; * 12. August 1960 in Tiflis) ist ein ehemaliger sowjetischer Wasserballspieler. Bei Olympischen Spielen und bei Weltmeisterschaften gewann er je eine Gold- und eine Bronzemedaille. Bei Europameisterschaften erhielt dreimal Gold.

## Sportliche Karriere
Der 1,88 Meter große Mschwenijeradse spielte für Dynamo Moskau. 
Seine internationale Karriere begann bei den Olympischen Spielen 1980 in Moskau. Vor heimischem Publikum siegte die sowjetische Mannschaft vor den Jugoslawen und den Ungarn. Im letzten Spiel bezwang das bis dahin ungeschlagene sowjetische Team die jugoslawische Auswahl mit 8:7. Mschwenijeradse erzielte im Turnierverlauf neun Treffer, darunter einen im Spiel gegen die Jugoslawen. Nachdem er bei der Europameisterschaft 1981 in Split ausgesetzt hatte, war er 1982 bei der Weltmeisterschaft 1982 in Guayaquil wieder dabei. Vier Mannschaften spielten in der Endrunde die Podestplätze unter sich aus. Die sowjetische Mannschaft erkämpfte den Titel vor den Ungarn, den Deutschen und den Niederländern. 1983 bei der Europameisterschaft in Rom gewann die sowjetische Mannschaft mit fünf Siegen und zwei Unentschieden den Europameistertitel vor den Ungarn und der spanischen Mannschaft. Nach 1966 und 1970 war dies der dritte Europameistertitel für die sowjetischen Wasserballspieler. 1984 konnte die sowjetische Mannschaft als amtierender Welt- und Europameister wegen des Olympiaboykotts nicht an den Olympischen Spielen in Los Angeles teilnehmen.
Bei der Europameisterschaft 1985 in Sofia gewann die sowjetische Mannschaft wie zwei Jahre zuvor fünf Spiele und erreichte zwei Unentschieden. Ungeschlagen verteidigte die Mannschaft ihren Europameistertitel vor den Jugoslawen und der Mannschaft aus der Bundesrepublik Deutschland. Kurz darauf siegte Mschwenijeradse mit der sowjetischen Studentenauswahl bei der Universiade in Kōbe vor der jugoslawischen Mannschaft und den Kubanern. 1986 bei der Weltmeisterschaft in Madrid belegte die sowjetische Mannschaft in der Vorrunde den zweiten Platz hinter dem Team aus den Vereinigten Staaten. Nach einer Halbfinalniederlage gegen die Jugoslawen traf die sowjetische Mannschaft im Spiel um Bronze wieder auf das US-Team. Diesmal gewannen die sowjetischen Spieler mit 8:6 nach Verlängerung, wobei Mschwenijeradse mit zwei Treffern bester Torschütze seiner Mannschaft war. Bei der Europameisterschaft 1987 in Straßburg blieb die sowjetische Mannschaft mit sechs Siegen und einem Unentschieden zum dritten Mal in Folge ungeschlagen. Sie gewann den Titel vor den Jugoslawen und den Italienern. Neben Mschwenijeradse waren Torhüter Jewgeni Scharonow sowie Sergei Kotenko und Sergei Naumow bei allen drei Europameistertiteln dabei. Bei den Olympischen Spielen 1988 in Seoul belegte die sowjetische Mannschaft in der Vorrunde den zweiten Platz hinter der Mannschaft aus der Bundesrepublik Deutschland und erreichte die Endrunde nur durch die bessere Tordifferenz gegenüber den Italienern. Nach einem 7:8 gegen das US-Team traf die sowjetische Mannschaft im Spiel um Bronze wieder auf die Deutschen und siegte mit 14:13. Mit vierzehn Treffern im Turnierverlauf gehörte Mschwenijeradse noch einmal zu den besten Torschützen seiner Mannschaft, im Spiel um Bronze war er viermal erfolgreich.
Von 1952 bis 1960 nahm Georgis Vater Pjotr Mschwenijeradse an den Olympischen Spielen teil und gewann je eine olympische Silber- und Bronzemedaille. 1976 war sein älterer Bruder Nugsar Mschwenijeradse Mitglied der sowjetischen Olympiamannschaft.